# Sundaduva
Sundaduva (Streptopelia bitorquata) är en fågel i familjen duvor inom ordningen duvfåglar.

## Utseende och läte
Sundaduvan är en medelstor skärbrun duva med röda ögon. I nacken syns en svart teckning med vit i överkanten. Lätet består av ett djupt och gutturalt kutter.

## Utbredning och systematik
Sundaduvan förekommer i Sydostasien från Java, Bali och Lombok till Sumbawa, Flores, Solor och Timor. Tidigare inkluderades filippinduvan (S. dusumieri) som underart, då under det svenska trivialnamnet öturkduva.

## Levnadssätt
Sundaduvan hittas i mangrove och andra öppna skogstyper, ibland närmare bebyggelse. Den är generellt ovanlig i stora delar av sitt utbredningsområde.

## Status och hot
Arten har ett stort utbredningsområde, men tros minska i antal, dock inte tillräckligt kraftigt för att den ska betraktas som hotad. Internationella naturvårdsunionen IUCN listar därför arten som livskraftig (LC).